# Inishtrahull
La isla de Inishtrahull (en gaélico, Inis Trá Tholl, que significa "isla de la playa vacía") se encuentra a unos 10 kilómetros al noreste del cabo Malin, Inishowen, condado de Donegal. Es la isla más septentrional de la República de Irlanda. La recalada más septentrional de Irlanda, la roca Tor Beg se encuentra un kilómetro más al noroeste de Inishtrahull. Inishtrahull tiene una superficie de 0,34 kilómetros cuadrados o aproximadamente 80 acres.

## Geología
La isla está formada por un tipo de roca metamórfica gneiss conocida como gneiss de Inishtrahull, con una antigüedad de 1.700 millones de años. El gneiss es la roca más antigua conocida de las islas irlandesas, sin embargo, algunos estudios han mostrado que la isla fue en su origen parte de Groenlandia meridional. Roddy Muir, un geólogo escocés, en el informe McCallion, argumentó la existencia de lazos geológicos entre Groenlandia, Colonsay, Islay e Inishtrahull. Muir visitó esta zona y usó la tectónica de placas para concluir que Inishtrahull fue parte de la punta meridional de Groenlandia hace aproximadamente 1.800 millones de años. Cree que Inishtrahull, Islay y Colonsay se rompieron de esa punta meridional de Groenlandia, que Islay y Colonsay se movieron a la parte occidental de Escocia e Inishtrahull se movió 1.300 km (800 mi) al sureste de Groenlandia en la parte exterior de la costa de Donegal.

## Los isleños
La isla se encuentra hoy en día deshabitada, pero tuvo una comunidad residiendo en ella hasta 1929 y farero hasta 1987. La evacuación de la comunidad de Inistrahull tuvo lugar en bloque en 1929. El asunto fue suscitado en un debate del Dáil sobre la pesca ilegal en noviembre de 1929 por el TD para la zona, diputado Carney. El diputado afirmó que Inishtrahull era uno de los pocos lugares en el país donde la población realmente se había incrementado casi en un 100% desde 1881 hasta 1901. Dijo que los isleños tenían una escuela y un cementerio y que se ganaban la vida con la industria pequera con botes muy pequeños para pesca costera y que  podían alinear pescado con pescado durante la estación del arenque. El diputado Carney dijo que normalmente eran capaces de ganarse bien la vida. Sin embargo, dijo que debido a la pesca ilegal por "navíos de arrastre escoceses e ingleses y pesqueros franceses" los isleños se habían visto obligados semanas antes a evacuar la isla, abandonar sus casas y dejar sólo tras ellos al farero.
Al responder el ministro de pesca, Fionán Lynch TD dijo que  no estaba de acuerdo en que hubieran abandonado la isla por la pesca ilegal y estaba realizando una investigación para determinar sus circunstancias. El ministro dijo que a  él "le gustaría notar que se estaba haciendo todo lo posible para evitar que  fueran una carga permanente de la asistencia social".  Más tarde envió a un oficial principal de su departamento a documentar las circunstancias. Luego explicó en el Dáil que "cuatro familias de las [seis de Inistrahull] se ganaban la vida con el servicio de barcos Irish Lights a la isla, en el que aún podían trabajar" y que no había ningún caso una intervención estatal. También dijo que según la intervención del oficial los isleños reasentados no vivían en "circunstancias de pobreza".

## Última vista de Irlanda
Inishtrahull es el lugar donde se alza el más septentrional de los faros irlandeses. Se puso en marcha en 1813 en gran medida debido a que los barcos de la British Navy habían comenzado a usar Lough Foyle. Hoy su luz ilumina cada 30 segundos. Las ruinas del antiguo faro así como uno nuevo de 1956 se pueden encontrar en la isla. La automatización del faro se terminó en marzo de 1987 y los últimos tres fareros se marcharon el 30 de abril de 1987.
A lo largo de los siglos, Irlanda ha sido la fuente de millones de emigrantes dirigidos hacia el "Nuevo Mundo" al otro lado del océano Atlántico. Para muchos de aquellos emigrantes, especialmente los que partían desde Derry, Inistrahull y su faro tenían un significado especial. Como recuerda un emigrante:

"Fue bastante ameno durante un tiempo. Había, sin embargo, una piedra miliar que pasar, el faro de Inishtrahull en las afueras de la costa de Donegal era el último vistazo que los emigrantes tendrían de Irlanda [y] todo el mundo se quedaba en la cubierta hasta que desaparecía. Permanecían cuando ya no podían verlo más porque los más buenos suspiraban diciendo que aún estaba allí. Cuando los ojos más agudos admitían que la luz se había desvanecido, cesada toda frivolidad, se sacaban los pañuelos y había mucho sorberse la nariz conforme nos íbamos a nuestros camarotes. La siguiente parada era Nueva York".

## Atractivos

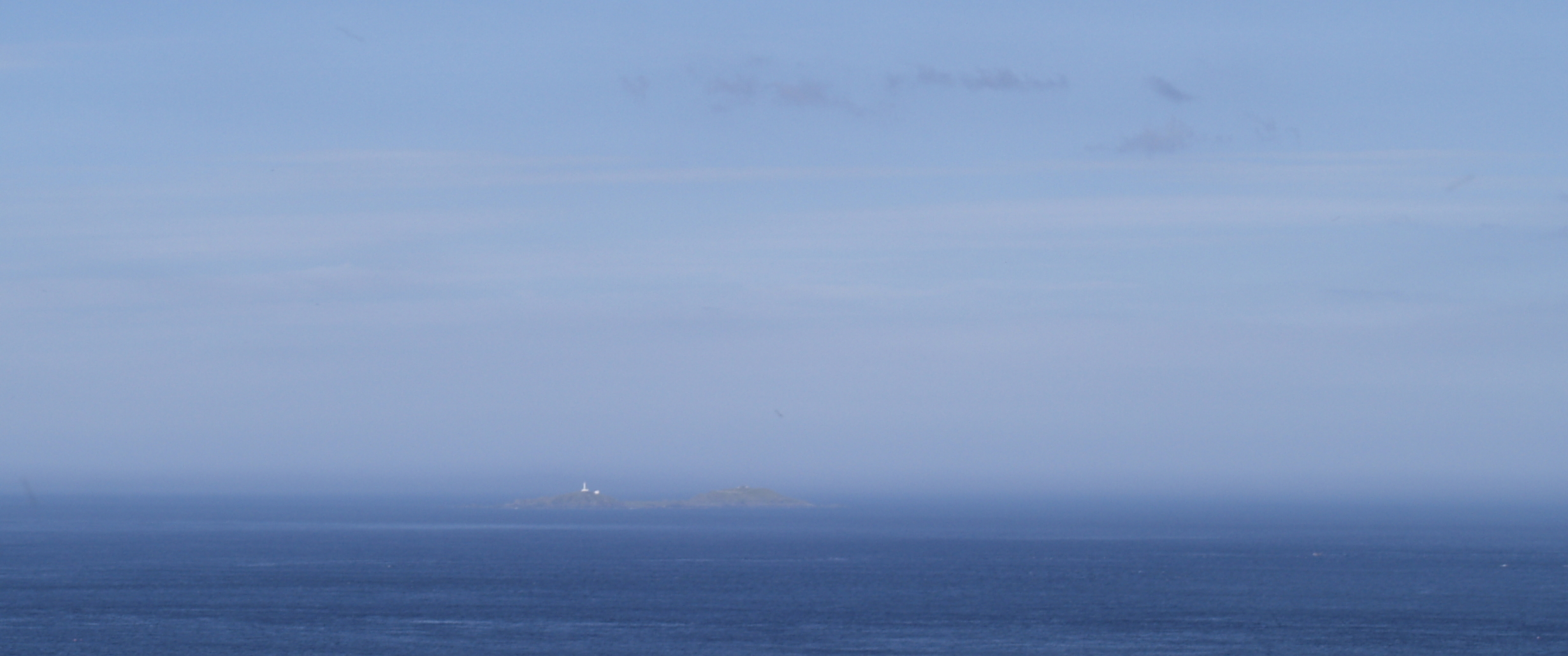
Inishtrahull visto desde Malin Head.

Inishtrahull es bien conocida por su vida salvaje, y ha sido calificada como Zona de especial conservación por el Servicio de parques nacionales y vida salvaje, Department of Arts, Heritage and the Gaeltacht. La ubicación geográfica de la isla y de su faro atraen a muchas aves inusuales, así como a una población de focas grises. La isla y sus vecino estrecho con mareas de 90 metros de profundidad atraen a tiburones y cetáceos que disfrutan del calor del sol en los meses de verano. Muchos submarinistas usan el puerto de la isla, Mór, como  lugar para comer mientras observan los restos de cientos de naufragios de sus costas. El acceso a la isla está limitado por las peligrosas corrientes y mareas alrededor del cabo de Malin y la propia isla. Hay restricciones de atraque decididas por el Servicio de parques nacionales y vida salvaje y los Commissioners of Irish Lights (actuales propietarios de la isla). Se exige un cuidado particular por parte de los visitantes durante el período de cría de las aves, de mayo a julio.